# 馬里蘭海茨鎮區 (密蘇里州聖路易斯縣)
馬里蘭海茨鎮區（英語：Maryland Heights Township）是位於美國密蘇里州聖路易斯縣的一個行政鎮區。

## 地方資料
馬里蘭海茨鎮區的面積為58.64平方千米，當中陸地面積為55.37平方千米，而水域面積為3.27平方千米。根據2020年美國人口普查的數據，當地共有人口37809人，而人口密度為每平方千米644.76人。